# Liste der Biografien/Belo
Liste der Biografien |
Portal Biografien |
Personensuche
# |
A |
B |
C |
D |
E |
F |
G |
H |
I |
J |
K |
L |
M |
N |
O |
P |
Q |
R |
S |
T |
U |
V |
W |
X |
Y |
Z |
?
 
Ba |
Be |
Bd |
Bg |
Bh |
Bi |
Bj |
Bl |
Bm |
Bn |
Bo |
Br |
Bs |
Bu |
Bw |
By |
Bz
 
Bea–Beb |
Bec |
Bed |
Bee |
Bef |
Beg |
Beh |
Bei |
Bej |
Bek |
Bel |
Bem |
Ben |
Beo |
Bep |
Beq |
Ber |
Bes |
Bet |
Beu |
Bev |
Bew |
Bex |
Bey |
Bez
 
Bela |
Belb |
Belc |
Beld |
Bele |
Belf |
Belg |
Belh |
Beli |
Belj |
Belk |
Bell |
Belm |
Beln |
Belo |
Belp |
Belq |
Belr |
Bels |
Belt |
Belu |
Belv |
Belw |
Bely |
Belz
Die Liste der Biografien führt alle Personen auf, die in der deutschsprachigen Wikipedia einen Artikel haben. Dieses ist eine Teilliste mit 205 Einträgen von Personen, deren Namen mit den Buchstaben „Belo“ beginnt.

## Belo
- Belo, Abel da Costa, osttimoresischer Politiker
- Belo, Ana da Costa da Silva Pinto (* 1999), osttimoresische Taekwondoin
- Belo, António († 2021), osttimoresischer Unabhängigkeitsaktivist
- Belo, Césario Ximenes, osttimoresischer Soldat
- Belo, Custódio (* 1951), osttimoresischer Freiheitskämpfer
- Belo, Euclides (* 1974), osttimoresischer Polizist
- Belo, Francisco (* 1991), portugiesischer Kugelstoßer
- Belo, Héctor (1905–1936), uruguayischer Fechter
- Belo, Helena Martins (* 1960), osttimoresische Politikerin
- Belo, Imelda Felicita Ximenes (* 1998), osttimoresische Schwimmerin
- Belo, José Agostinho da Costa, osttimoresischer Beamter
- Belo, Maria de Fátima (* 1952), osttimoresische Politikerin
- Belo, Mário do Carmo Lemos († 2005), osttimoresischer Geistlicher
- Belo, Mateus Ximenes (* 1948), osttimoresischer Beamter
- Belo, Nicolau Lino Freitas, osttimoresischer Politiker
- Belo, Odete Maria (* 1973), osttimoresische Beamtin
- Belo, Odete Maria Freitas (* 1966), osttimoresische Politikerin
- Belo, Paulo Assis, osttimoresischer Politiker
- Belo, Pedro, osttimoresischer Polizist
- Belo, Reinaldo Freitas († 1984), osttimoresischer Freiheitskämpfer
- Belo, Roberto (* 1969), uruguayischer Journalist, Radiomoderator und Produzent
- Belo, Roseli de (* 1969), brasilianische Fußballspielerin
- Belo, Ruy (1933–1978), portugiesischer Poet und Essayist
- Belo, Virgínia Ana (* 1971), osttimoresische Politikerin
- Belo-Osagie, Hakeem (* 1955), nigerianischer Investor und Unternehmer

### Belob
- Beloborodow, Afanassi Pawlantjewitsch (1903–1990), sowjetischer General
- Beloborodow, Alexander Georgijewitsch (1891–1938), russischer Revolutionär, Politiker und Offizier der Staatssicherheit
- Bělobrádek, Pavel (* 1976), tschechischer Politiker
- Belobrovaja, Marina (* 1976), sowjetisch-israelische Künstlerin und Regisseurin

### Beloc
- Beloch Piazzolla, Margherita (1879–1976), italienische Mathematikerin
- Beloch, Karl Julius (1854–1929), deutscher Althistoriker
- Belochwostikowa, Natalja Nikolajewna (* 1951), sowjetische und russische Schauspielerin
- Belocian, Jeanuël (* 2005), französischer Fußballspieler
- Belocian, Wilhem (* 1995), französischer Leichtathlet

### Belod
- Belodedici, Miodrag (* 1964), rumänischer Fußballspieler und FunktionärMiodrag Belodedici (* 1964)

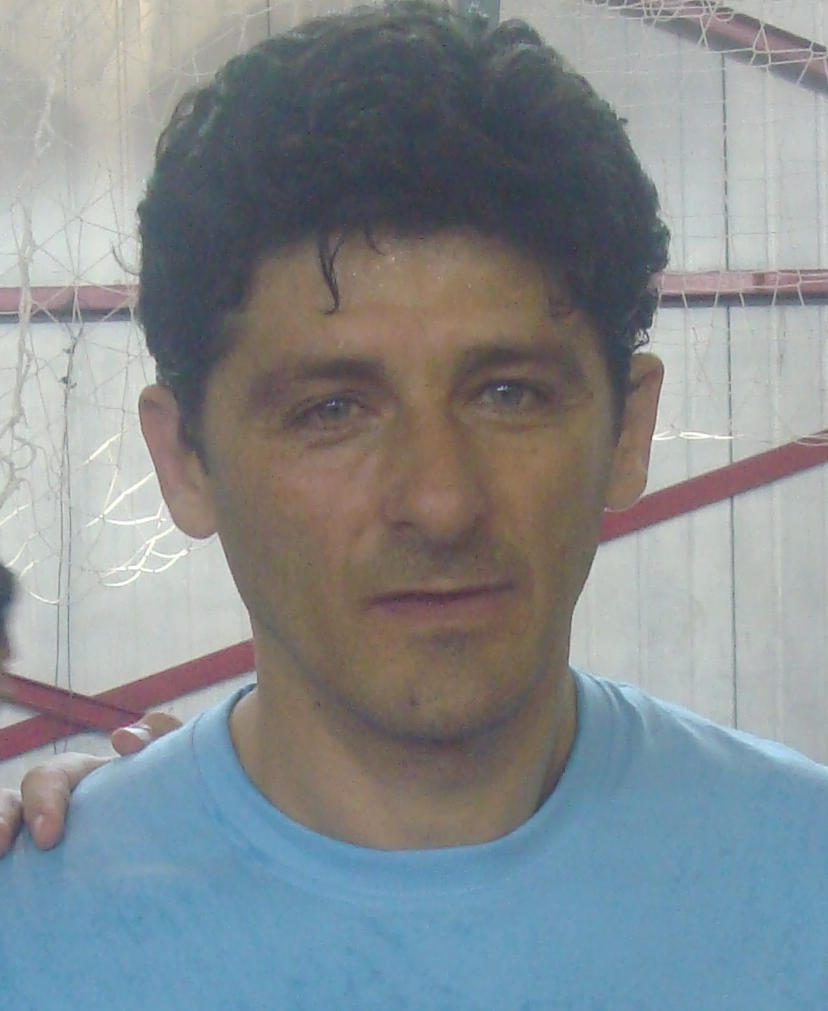
Miodrag Belodedici (* 1964)

### Beloe
- Beloë, Alfred (1908–1969), britischer Autorennfahrer
- Beloe, William (1756–1817), britischer Autor, Übersetzer und Herausgeber

### Belof
- Beloff, Angelina (1879–1969), russische Malerin und Bildhauerin
- Beloff, John (1920–2006), britischer Psychologe und Parapsychologe
- Beloff, Max, Baron Beloff (1913–1999), englischer Historiker und Politiker

### Belog
- Belogenis, Louis, US-amerikanischer Jazzmusiker
- Belogiannis, Nikos (1915–1952), griechischer Kommunist und Widerstandskämpfer
- Beloglasow, Anatoli Alexejewitsch (* 1956), sowjetischer Ringer
- Beloglasow, Sergei Alexejewitsch (* 1956), sowjetischer Ringer
- Beloglasowa, Galina Pawlowna (* 1967), russische rhythmische Sportgymnastin und Trainerin
- Belogolowy, Apollon Apollonowitsch (1900–1967), sowjetischer Brückenbau-Ingenieur
- Belogorzew, Maxim Anatoljewitsch (* 1996), russischer Volleyballspieler
- Belogrud, Andrei Jewgenjewitsch (1875–1933), russischer Architekt und Hochschullehrer

### Beloh
- Bělohlávek, Heinrich (1889–1943), österreichischer Fußballspieler
- Bělohlávek, Jiří (1946–2017), tschechischer Dirigent
- Bělohlávek, Miloslav (1923–2006), tschechischer Historiker und Archivar
- Belohorská, Irena (* 1948), slowakische Politikerin, MdEP
- Bělohoubek, Antonín (1845–1910), tschechischer Chemiker
- Bělohoubek, August Josef (1847–1908), tschechischer pharmazeutischer Chemiker
- Bělohoubek, Karel (1942–2016), tschechischer Komponist und Dirigent
- Bělohradský, Václav (* 1944), tschechischer Philosoph, Soziologe und Politologe
- Belohvoščiks, Raivis (* 1976), lettischer Radrennfahrer

### Beloi
- Beloin, Edmund (1910–1992), US-amerikanischer Drehbuchautor
- Beloiu, Nicolae (1927–2003), rumänischer Komponist und Musikpädagoge

### Belok
- Belok, Manfred (* 1952), deutscher römisch-katholischer Theologe und Hochschullehrer
- Belokas, Spyridon (* 1878), griechischer Langstreckenläufer
- Beloki, Joseba (* 1973), spanischer RadrennfahrerJoseba Beloki (* 1973)

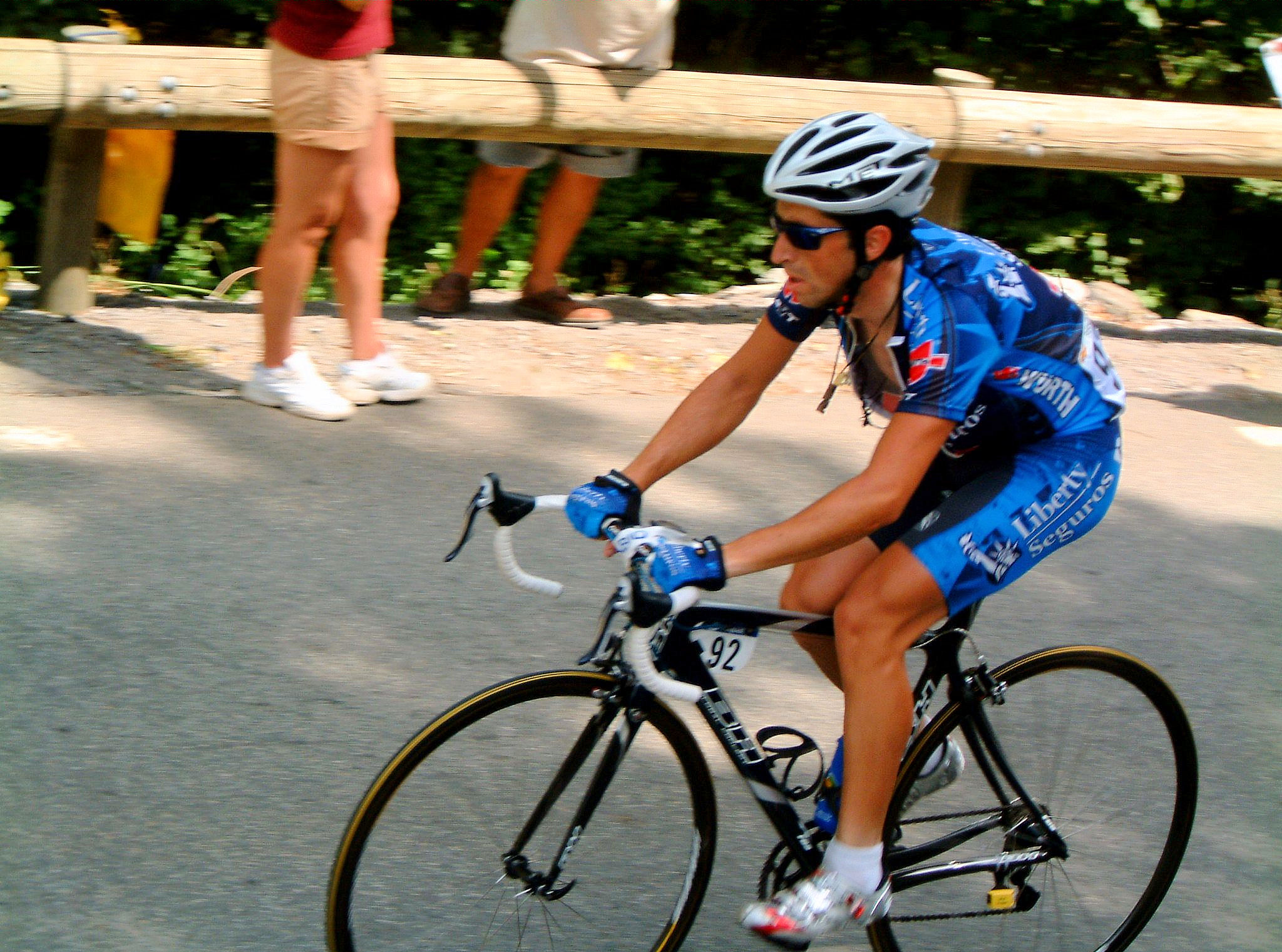
Joseba Beloki (* 1973)

- Beloki, Markel (* 2005), spanischer Radrennfahrer
- Beloko, Nicky (* 2000), schweizerisch-kamerunischer Fußballspieler
- Belokobylskaja, Julija Jurjewna (* 1995), russische Kunstturnerin
- Belokon, Sergei Walerjewitsch (* 1988), russischer Eishockeyspieler

### Belol
- Belolo, Henri (1936–2019), französischer Musikproduzent

### Belom
- Belomaschew, Stanimir (* 1988), bulgarischer Orientierungssportler und Skilangläufer
- Belometti, Alessandro (* 1973), italienischer Endurosportler und Moto-Crosser
- Belomoin, Alexander Wladimirowitsch (* 1991), russisch-georgischer Eishockeyspieler
- Belomoina, Jana (* 1992), ukrainische Mountainbikerin
- Belomytzewa, Anna Iwanowna (* 1996), russische FußballspielerinAnna Iwanowna Belomytzewa (* 1996)

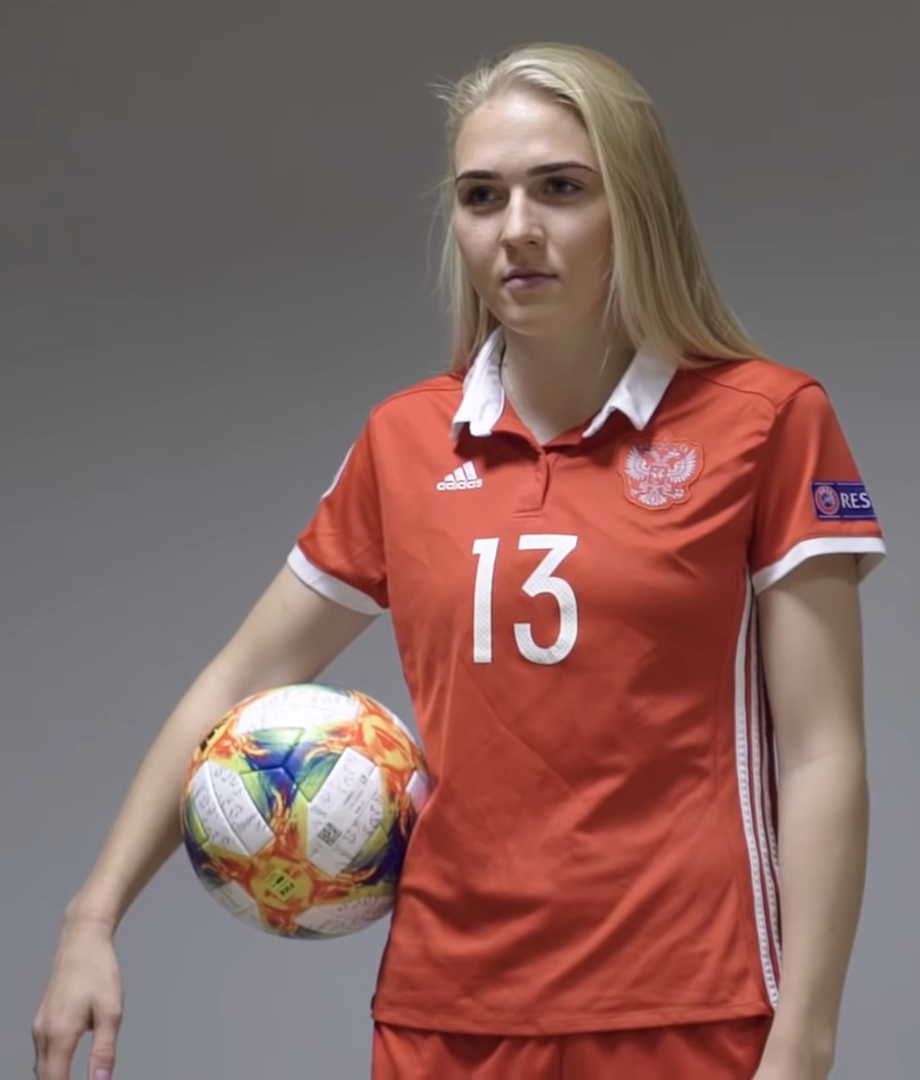
Anna Iwanowna Belomytzewa (* 1996)

### Belon
- Belon, Pierre (1517–1564), französischer Naturforscher
- Belonga, Francis Oumar (* 1978), tschadischer Fußballspieler
- Belonogoff, Alexander (* 1990), australischer Ruderer
- Bělonohá, Markéta (* 1982), tschechische Schauspielerin sowie ein Foto- und ehemaliges Erotikmodell
- Bělonožník, Miloslav (1918–2010), tschechoslowakischer Skispringer

### Belop
- Belopolski, Aristarch Apollonowitsch (1854–1934), russischer Astronom und Astrophysiker
- Belopolski, Jakow Borissowitsch (1916–1993), sowjetischer Architekt
- Belopotoczky, Coloman (1845–1914), österreich-ungarischer Apostolischer Feldvikar, Titularbischof von Tricale

### Belor
- Bélorgey, Godefroid (1880–1964), französischer römisch-katholischer Geistlicher, Trappist, Abt und Autor
- Belorukov, Ilia (* 1987), russischer Improvisationsmusiker (Saxophon, Synthesizer, Objekte)
- Belorusskich, Tima (* 1998), belarussischer Sänger, Rapper und Songwriter

### Belos
- Beloš, Nemanja (* 1994), serbisch-österreichischer Handballspieler
- Beloscheikin, Jewgeni Wladimirowitsch (1966–1999), russischer Eishockeytorwart
- Beloserowa, Galina Georgijewna (1950–2021), sowjetische Schauspielerin
- Belosjorow, Semjon Jefimowitsch (1904–1987), russischer Mathematiker
- Belosselski, Alexander Michailowitsch (1752–1809), russischer Diplomat und Aufklärer
- Belosselski, Esper Konstantinowitsch (1871–1921), russischer Segler
- Belosselski, Michail Andrejewitsch (1702–1755), russischer Vizeadmiral
- Belostenny, Alexander (1959–2010), sowjet-ukrainischer Basketballspieler

### Belot
- Belot, Gabriel (1882–1962), französischer Maler, Graphiker und Dichter
- Bélot, Jean († 1959), französischer Tischtennisfunktionär
- Belote, Frank (1883–1928), US-amerikanischer Sprinter und Hochspringer
- Belote, Melissa (* 1956), US-amerikanische Schwimmerin
- Beloto, Paulo Roberto (* 1957), brasilianischer Geistlicher und römisch-katholischer Bischof von Franca
- Belotti, Andrea (* 1993), italienischer Fußballspieler
- Belotti, Lino Bortolo (1930–2018), italienischer Geistlicher, römisch-katholischer Weihbischof in Bergamo
- Belotti, Simone Giuseppe († 1708), italienischer, polnisch-litauischer Architekt, Bildhauer und Steinmetz des Barocks

### Belou
- Belouard, Boualem (* 1935), algerischer Boxer
- Belouassa-Cherifi, Anaïs (* 1995), französische Politikerin
- Belouizdad, Mohamed (1924–1952), algerischer Aktivist und Politiker
- Belous, Paul (1923–2009), deutscher Jiu-Jitsu-Lehrer
- Belous, Vasile (1988–2021), moldauischer Boxer
- Belousov, Valeriy (* 1970), russischer Zehnkämpfer
- Belousovová, Anna (* 1959), slowakischer Politiker und Abgeordneter für die Slowakische Nationalpartei
- Beloussow, Andrei Remowitsch (* 1959), russischer Wirtschaftswissenschaftler und PolitikerAndrei Remowitsch Beloussow (* 1959)

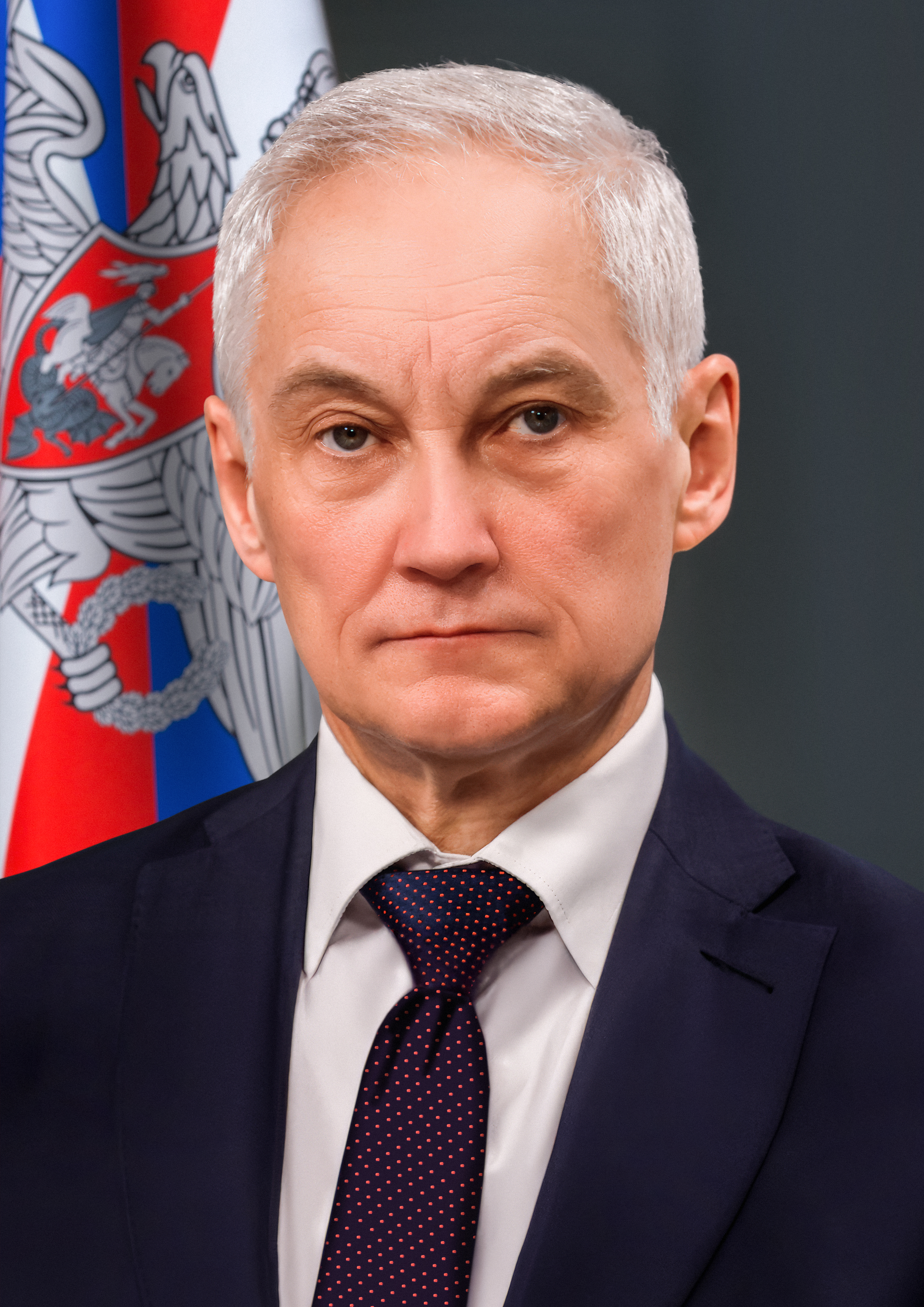
Andrei Remowitsch Beloussow (* 1959)

- Beloussow, Boris Pawlowitsch (1893–1970), russischer Chemiker und Biophysiker, Entdecker der Belousov-Zhabotinsky-Reaktion
- Beloussow, Georgi Alexandrowitsch (* 1990), russischer Eishockeyspieler
- Beloussow, Jaroslaw Gennadijewitsch (* 1991), russischer Student
- Beloussow, Jewgeni Alexandrowitsch (* 1970), sowjetischer Boxer
- Beloussow, Jewgeni Wladimirowitsch (1962–2023), sowjetischer Rennrodler
- Beloussow, Nikita Leonidowitsch (* 2002), russischer Fußballspieler
- Beloussow, Waleri Konstantinowitsch (1948–2015), sowjetischer Eishockeyspieler und russischer Eishockeytrainer
- Beloussow, Wladimir Pawlowitsch (* 1946), sowjetischer Skispringer
- Beloussow, Wladimir Wladimirowitsch (1907–1990), russischer Geowissenschaftler, Vertreter des Fixismus
- Beloussowa, Darja Alexandrowna (* 1966), russische Schauspielerin
- Beloussowa, Ljudmila Jewgenjewna (1935–2017), sowjetische EiskunstläuferinLjudmila Jewgenjewna Beloussowa (1935–2017)

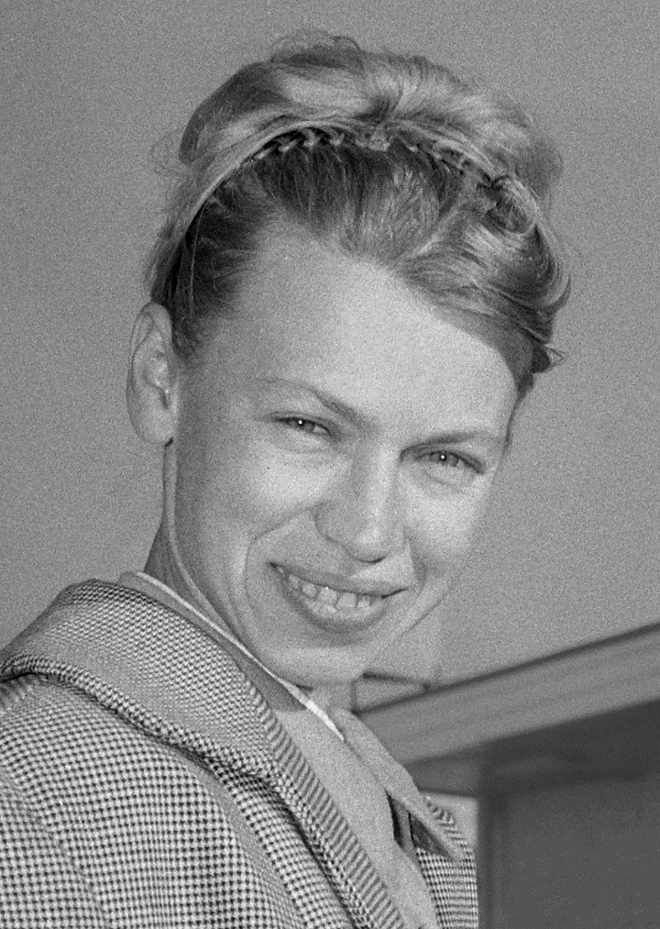
Ljudmila Jewgenjewna Beloussowa (1935–2017)

- Beloutas, Manuel, uruguayischer Fußballspieler

### Belov
- Belov, Aleksei (* 1992), estnischer Fußballspieler
- Belov, Samuel (1884–1954), US-amerikanischer Geiger, Bratschist und Musikpädagoge
- Belović-Bernadzikowska, Jelica (1870–1946), bosnisch-serbische Pädagogin, Ethnologin und Schriftstellerin sowie Herausgeberin der ersten serbischen Frauenzeitschrift
- Belovski, Dimče (1923–2010), jugoslawischer Diplomat

### Below
- Below, Alexander Alexandrowitsch (1951–1978), sowjetischer Basketballspieler
- Below, Alexander Sergejewitsch (* 1981), russischer Skispringer
- Below, Alexander von (1801–1882), preußischer Gutsbesitzer und Politiker
- Below, Andreas von (1763–1820), livländischer Landmarschall
- Below, Anton Sergejewitsch (* 1986), russischer Eishockeyspieler
- Below, Anton von (1808–1896), preußischer Generalleutnant
- Below, Bernd von (1762–1834), mecklenburgischer Oberst und Stadtkommandant von Rostock
- Below, Bernhard (1611–1692), deutsch-schwedischer Mediziner und königlich schwedischer Leibarzt
- Below, Bernhard (1854–1931), deutscher Architekt
- Below, Casper Ludwig von (1745–1794), westpreußischer Landrat und Landschaftsdirektor
- Below, Dieter (* 1942), deutscher Regattasegler
- Below, Eduard von (1856–1942), preußischer General der Infanterie im Ersten Weltkrieg
- Below, Ernst von (1863–1955), deutscher General der Infanterie
- Below, Ferdinand von (1812–1870), preußischer Generalmajor, Kommandeur der 36. Infanterie-Brigade
- Below, Fred (1926–1988), US-amerikanischer Bluesmusiker
- Below, Friedrich George Wilhelm von (1769–1812), Landrat des Kreises Schlawe
- Below, Friedrich Karl Ludwig von (1750–1814), preußischer Landstallmeister im Gestüt Trakehnen
- Below, Fritz von (1853–1918), preußischer General der Infanterie im Ersten WeltkriegFritz von Below (1853–1918)

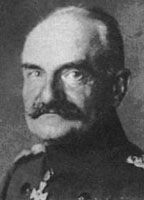
Fritz von Below (1853–1918)

- Below, Georg von (1858–1927), deutscher Verfassungs- und Wirtschaftshistoriker
- Below, Gerd Bogislav von (1726–1786), königlich preußischer Oberst und Kommandeur eines Grenadierbataillons
- Below, Gerd Heinrich von (1676–1743), preußischer Justizjurist, Präsident des Hofgerichts Stargard
- Below, Gerd von (1838–1892), preußischer Generalleutnant
- Below, Gerd-Paul von (1892–1953), deutscher Generalmajor der Reserve im Zweiten Weltkrieg
- Below, Gerda von (1894–1975), deutsche Schriftstellerin
- Below, Gottfried (* 1924), deutscher Fußballspieler
- Below, Gustav von (1790–1843), Inspirator der Belowschen Bewegung
- Below, Gustav von (1791–1852), preußischer Generalleutnant
- Below, Hans Karl Friedrich Franz von (1764–1840), preußischer Generalmajor
- Below, Hans von (1862–1933), deutscher Generalleutnant
- Below, Hedwig von (1858–1930), deutsche Schriftstellerin
- Below, Heino Friedrich von (1681–1750), preußischer Landrat
- Below, Heinrich von (1856–1907), deutscher Rittergutsbesitzer und Landrat
- Below, Hugo von (1824–1905), preußischer Generalleutnant
- Below, Irene (* 1942), deutsche Kunsthistorikerin und Publizistin
- Below, Iwan Panfilowitsch (1893–1938), sowjetischer General
- Below, Jewgeni Nikolajewitsch (* 1990), russischer Skilangläufer
- Below, Johann (1601–1668), deutscher Mediziner
- Below, Juri Andrejewitsch (1930–1991), sowjetischer Schauspieler und Synchronsprecher
- Below, Karl Friedrich von (1794–1867), Vizegouverneur im Gouvernement Estland
- Below, Karl von (1818–1897), preußischer Generalleutnant
- Below, Karl von (1821–1871), deutscher Rittergutsbesitzer und Parlamentarier
- Below, Karl-Heinz (1906–1984), deutscher Jurist und Hochschullehrer
- Below, Lorenz Ludwig von (1692–1760), preußischer Generalleutnant
- Below, Ludwig von (1779–1859), preußischer Generalleutnant, Kommandant aller Kadettenanstalten
- Below, Matthias Wilhelm von (1722–1798), preußischer Generalleutnant, Gouverneur der Festung Stettin
- Below, Nicolaus von (1907–1983), deutscher Oberst, persönlicher Luftwaffenadjutant von Adolf HitlerNicolaus von Below (1907–1983)

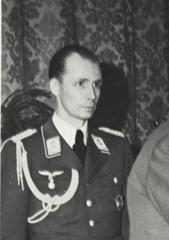
Nicolaus von Below (1907–1983)

- Below, Nikolai (1919–1987), sowjetischer Ringer
- Below, Nikolai Semjonowitsch (1908–1972), sowjetischer und russischer Wissenschaftler auf dem Gebiet der Wasserkraft
- Below, Nikolai Sergejewitsch (* 1987), russischer Eishockeyspieler
- Below, Nikolai Wassiljewitsch (1891–1982), russischer Mineraloge, Kristallograph und Geochemiker
- Below, Nikolaus Bertram von (1728–1779), preußischer Kammerpräsident
- Below, Nikolaus von (1648–1707), königlich preußischer Generalmajor und Kommandant der Zitadelle Spandau
- Below, Nikolaus von (1837–1919), deutscher Politiker
- Below, Nikolaus von (1855–1915), deutscher Generalmajor
- Below, Ottilie von (1837–1894), deutsche Schriftstellerin
- Below, Otto von (1857–1944), preußischer General der Infanterie im Ersten WeltkriegOtto von Below (1857–1944)

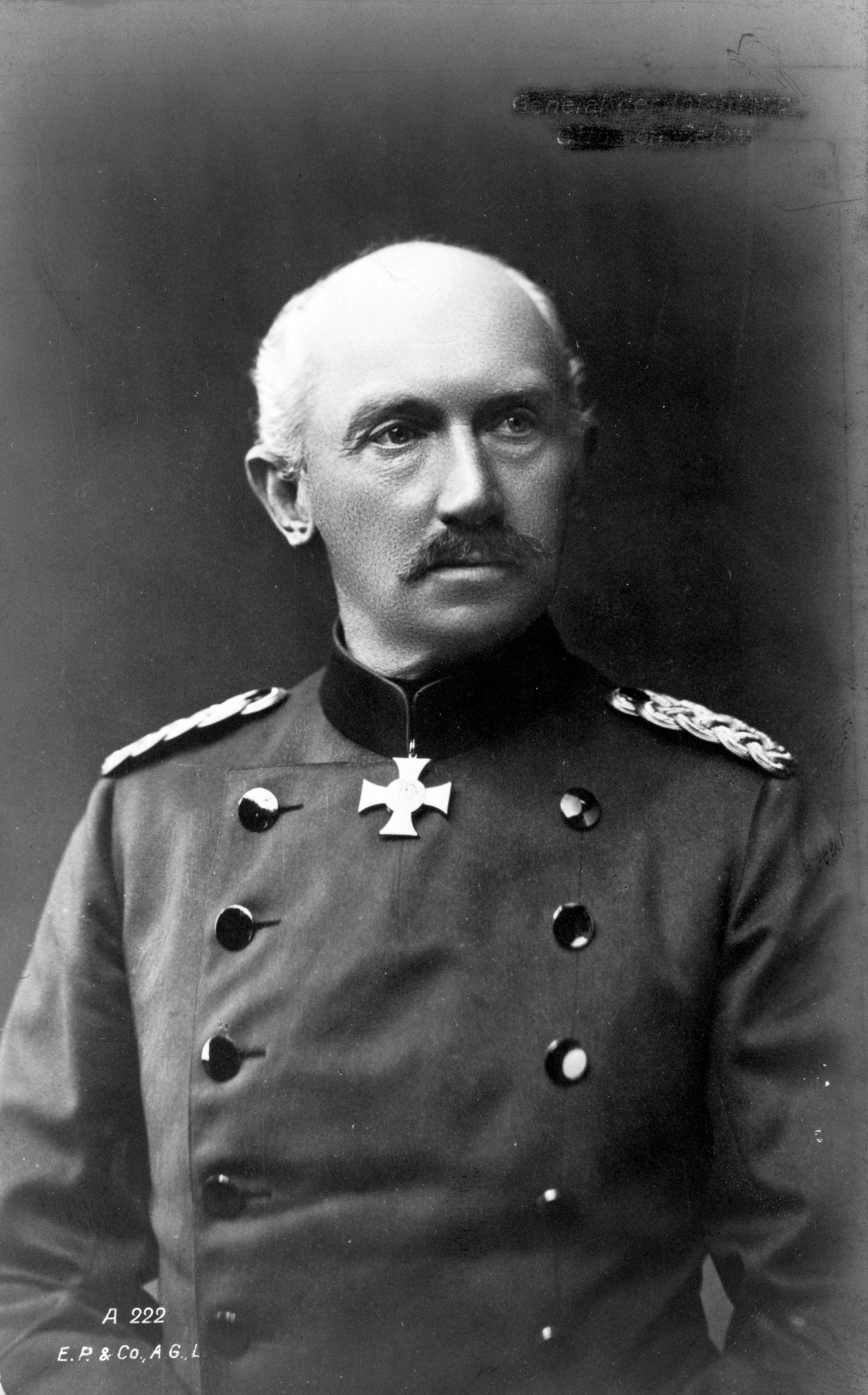
Otto von Below (1857–1944)

- Below, Pawel Alexejewitsch (1897–1962), sowjetischer Generaloberst
- Below, Peter (1942–2022), deutscher Fußballtorwart in der DDR
- Below, Richard von (1833–1875), deutscher Gutsbesitzer und Politiker
- Below, Richard von (1879–1925), deutscher Maler und Illustrator
- Below, Sergei Alexandrowitsch (1944–2013), russischer Basketballspieler
- Below, Simon (* 1995), deutscher Jazzmusiker (Piano, Komposition)
- Below, Theodor von (1765–1839), preußischer Generalleutnant, Kommandeur der 1. Kavallerie-Brigade
- Below, Wassili Iwanowitsch (1932–2012), sowjetisch-russischer Schriftsteller
- Below, Werner von (1784–1847), preußischer Generalmajor
- Below, Wilhelm von (1783–1864), preußischer Generalleutnant, Inspekteur der Besatzungen der Bundesfestungen
- Below, Wjatscheslaw Alexandrowitsch (* 1983), russischer Eishockeyspieler
- Below, Wladimir Borissowitsch (1958–2016), sowjetischer Handballspieler
- Below, Wladimir Sergejewitsch (* 1984), russischer Schachmeister
- Below-Neufeldt, Almuth von (* 1954), deutsche Politikerin (CDU, FDP), MdL
- Below-Saleske, Claus von (1866–1939), deutscher Diplomat
- Belowa, Galina Alexandrowna (* 1949), sowjetisch-russische Ägyptologin
- Belowa, Irina Nikolajewna (* 1968), russische Leichtathletin
- Belowa, Irina Olegowna (* 1980), russische Rhythmische Sportgymnastin und Olympiasiegerin
- Belowa, Jekaterina Dmitrijewna (* 1988), russische Shorttrackerin
- Belowa, Jelena Dmitrijewna (* 1947), sowjetische Fechterin
- Belowa, Jelena Pawlowna (* 1965), russische Biathletin
- Belowa, Marija Wjatscheslawowna (* 1994), russische Handballspielerin
- Belowa, Natalija Sergejewna (1917–1983), sowjetisch-russische Altertumsforscherin und Hochschullehrerin
- Belowsky, Max (1865–1945), deutscher Mineraloge, Kustos und Hochschullehrer

### Beloz
- Belozerskaya, Marina (* 1966), US-amerikanische Kunsthistorikerin und Sachbuchautorin
- Belözoğlu, Emre (* 1980), türkischer FußballspielerEmre Belözoğlu (* 1980)

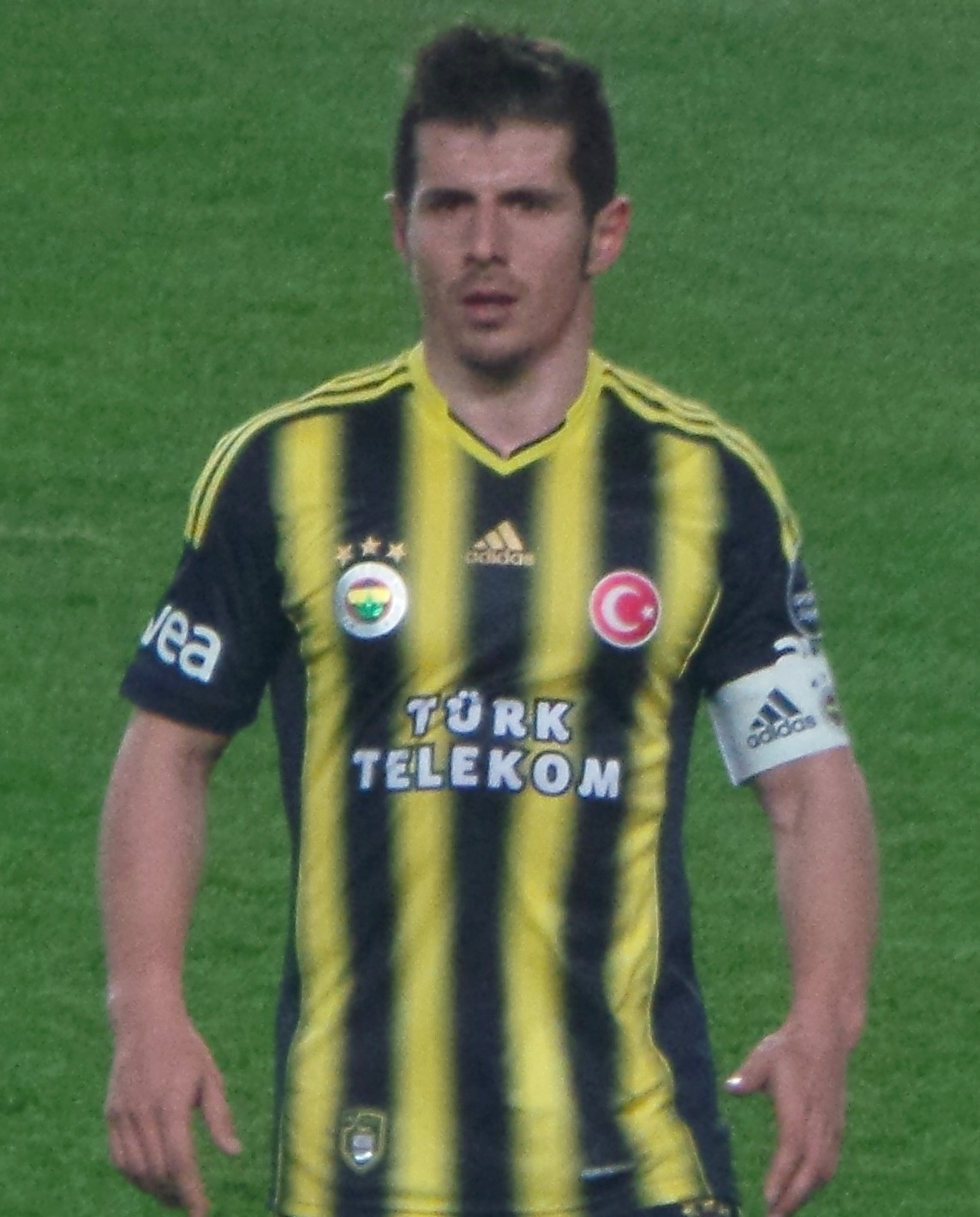
Emre Belözoğlu (* 1980)